# لوث کاسال
لوث کاسال (اسپانیایی: Luz Casal‎؛ ‏ تلفظ اسپانیایی: [luθ kaˈsal]؛ زادهٔ ۱۱ نوامبر ۱۹۵۸) ترانه‌سرا و خواننده موسیقی پاپ اهل اسپانیا است. وی از سال ۱۹۸۰ میلادی تاکنون مشغول فعالیت هنری و خوانندگی بوده است و از همان دههٔ هشتاد میلادی، در کارش شهرت یافت. وی تا کنون بیش از ۵ میلیون نسخه آلبوم فروخته است.
او در سال ۱۹۹۲ یکی از ترانه‌های فیلم کفش پاشنه‌بلند به کارگردانی پدرو آلمودوار را اجرا کرد و شهرتش دوچندان شد.